# كلب الزلاجة
كلب الزلاجة (بالإنجليزية: Sled dog) هو كلب يتم تدريبه ويستخدم لسحب مركبة برية بواسطة أحزمة، وغالبًا ما تكون مزلجة فوق الثلج وبالاستعانة بأكثر من كلب واحد.

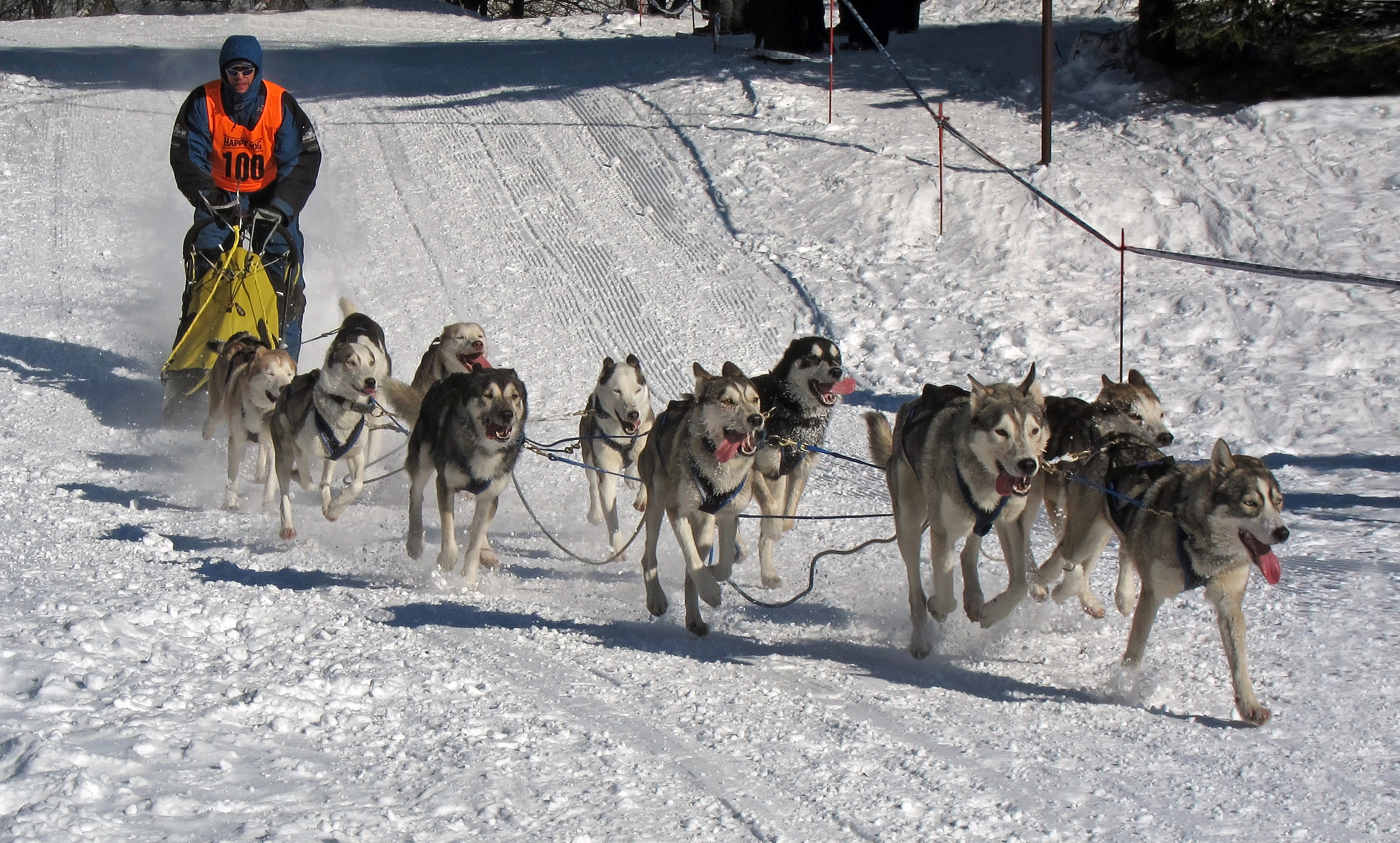
فريق مكون من 11 كلبًا من أقوياء البنية، يتسابق في فراونفالد، تورينجيا، ألمانيا في عام 2012

تم استخدام زلاجات الكلاب في القطب الشمالي منذ ما لا يقل عن 8000 عام، وكانت جنبًا إلى جنب مع القوارب وسيلة النقل الوحيدة في مناطق القطب الشمالي حتى ظهور الشاحنات وعربات الثلوج والطائرات في القرن العشرين، حيث كانت تنقل الإمدادات في المناطق التي كان يتعذر الوصول إليها بطرق أخرى. تم استخدامها بنجاح متفاوت في استكشاف كلا القطبين، وكذلك أثناء حمى ذهب كلوندايك. قامت فرق كلاب الزلاجات بتسليم البريد إلى المجتمعات الريفية في ألاسكا ويوكون والأقاليم الشمالية الغربية ونونافوت. لا تزال بعض المجتمعات الريفية تستخدم كلاب الزلاجات حتى اليوم، خاصة في مناطق روسيا وكندا وألاسكا وكذلك الكثير من المناطق في جرينلاند. كما يتم استخدامها للأغراض الترفيهية في سباقات التزلج بالكلاب، مثل سباق إديتارود تريل وسباق يوكون كويست.

## أنظر أيضا
- زلاجة جماعية
- زحافات ثلجية
- مزلجة حصان
- تزلج
- عربة الجليد الآلية